# EKOenergy
EKOenergía es una red internacional de más de 40 asociaciones y ONGs medioambientales, con sede en Helsinki y perteneciente a la Asociación Finlandesa para la Conservación de la Naturaleza (Finnish Association for Nature Conservation).
La red promueve el uso y proliferación de las energías renovables en todo el mundo, así como la protección climática y medioambiental. La herramienta visible de EKOenergía es una eco-etiqueta para la electricidad verde. El objetivo principal de esta etiqueta ecológica es aumentar la sostenibilidad del consumo de energía, así como sensibilizar a la población sobre cuestiones ambientales relacionadas con la producción de energía.
No confundir con la compañía canadiense "Ekoenergy". 

## Objetivos y motivación
- Estimular el desarrollo del sector de la electricidad renovable
- Contribuir a la protección de la biodiversidad, hábitats y ecosistemas
- Informar a los consumidores sobre la electricidad que están consumiendo, y su impacto en el entorno
- Movilizar la energía positiva de cientos de individuos, grupos y compañías que comparten nuestra ambición, brindándoles la oportunidad de formar parte
- Promover el diálogo y unir fuerzas entre el sector eléctrico, medioambiental, Ongs y otras partes interesadas (como organizaciones de consumidores, autoridades...)[3]

## Red

### Historia
Junto a la sueca Bra Miljöval, en Finlandia se creaba Norppaenergia; la primera eco-etiqueta para la electricidad del mundo. FANC (Asociación Finlandesa para la Conservación de la Naturaleza, por sus siglas en inglés), la mayor ONG medioambiental finlandesa ya manejaba la etiqueta 'Norppaenergia' desde 1998.
En mayo de 2010, FANC anunció su intención de expandir este concepto, mediante la creación de una eco-etiqueta internacional para la electricidad. Bellona Russia, el Fondo Estonio para la Conservación de la Naturaleza , y su homólogo en Letonia, Ecoserveis y AccioNatura en España, o 100% Energía Verde y REEF en Italia, apoyaron este proyecto.  Al comienzo de su andadura y formación de la Red, RECS Internacional se mostró también interesada en cooperar. Así, tras varias rondas de consultas públicas, el 23 de febrero de 2013, el Consejo de EKOenergía aprobaba el texto definitivo ‘EKOenergía – Red y EKOetiqueta’.

### Gobierno
El gobierno de EKOenergía consiste en un consejo, un grupo consultor, y una comisión de arbitraje. Cada miembro de la red selecciona un representante para formar parte del consejo. Por su parte, las oficinas de EKOenrgía se ubican en la FANC. El trabajo administrativo es llevado a cabo por los empleados correspondientes, así como por voluntarios pertenecientes al Servicio de Voluntariado Europeo y otras becas.

### Miembros
La red la conforman más de 40 organizaciones medioambientales repartidas en más de 30 países. Entre sus miembros, desde de las asociaciones medioambientales nacionales más importantes a pequeñas organizaciones interesadas en materia de renovables. Cada uno de ellos tiene los mismos derechos y un representante en el Consejo. Todas las decisiones se toman con una aprobación de ¾ de los votos.

## Eco-etiqueta

### Aspectos cubiertos
La eco-etiqueta de EKOenergía es la herramienta más visible de la red. Se trata de la única eco-etiqueta para la electricidad 100% renovable. Únicamente aquella electricidad que cumple los criterios establecidos por la red puede ser vendida bajo el sello de EKOenergía. Algunos de ellos son: 
- Proporcionar al consumidor información correcta sobre el origen de la energía suministrada
- Sostenibilidad
- Protección del Clima
- Garantías de Origen y rastreo de la energía, evitar el doble conteo[7]

### Internacionalidad
Más de 20 comercializadores de electricidad en 12 países ofrecen actualmente EKOenergía.  Por su parte, organizaciones medioambientales de 30 países ya se han unido a la red. Además, la página web de EKOenergía está disponible en más de 38 idiomas. Y en cuanto a consumidores, nombres conocidos como The Body Shop en Finlandia, Globe Hope, Jalotofu o el Grupo Otava (uno de los grandes grupos de comunicación en Finlandia), ya lucen la etiqueta de EKOenergía en sus escaparates y productos.  Los primeros fueron Plasthill, una familia de negocios finlandesa, cuya compañía usa electricidad verde eco-etiquetada para su producción.

## Resultados

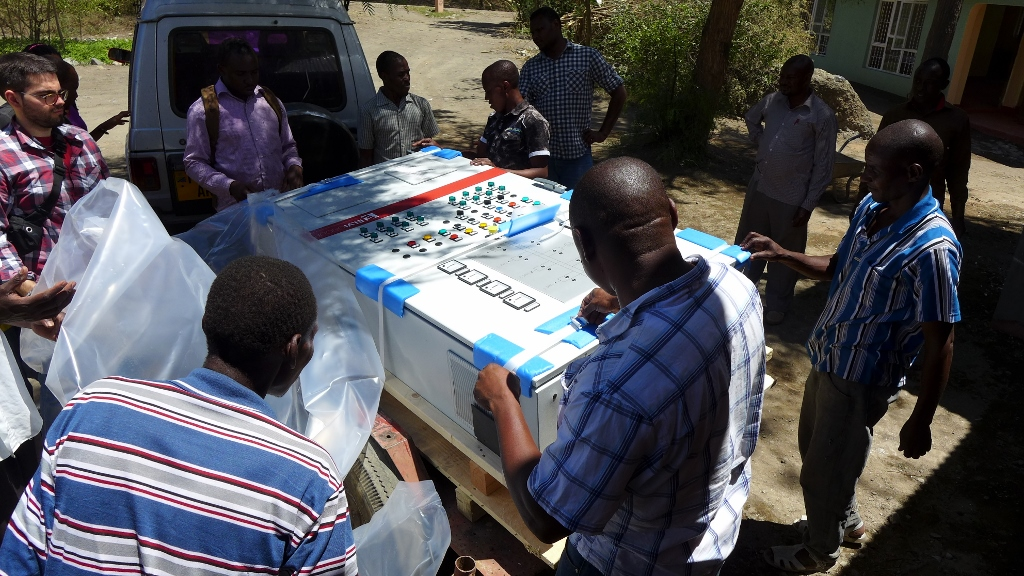
Solar project in Tanzania

Parte de los beneficios de la venta de EKOenergía van a parar a un Fondo Climático. Si se trata de energía hidráulica, este porcentaje se destina al Fondo Medioambiental. 

### Fondo Climático
El Fondo Climático financia proyectos de energías renovables. El primero de ellos se llevó a cabo en Tanzania: en 2011, la ONG italiana Oikos recibía fondos europeos para instalar una pequeña turbina hidráulica cerca de la escuela de Ngarenanyuki, al norte de Tanzania. Durante las épocas de sequía y tiempo de riego, la escuela se quedaba sin electricidad a menudo. Fue en mayo de 2014 cuando EKOenergía donó 10.000€ a Oikos para la instalación de 3kWp de paneles solares en los techos de la escuela. Un año más tarde, EKOenergía donaba 18.000€ provinientes del mismo Fondo Climático a la organización sueca Solafrica, para financiar un proyecto de instalación de panales solares en tres escuelas camerunesas.

### Fondo Medioambiental

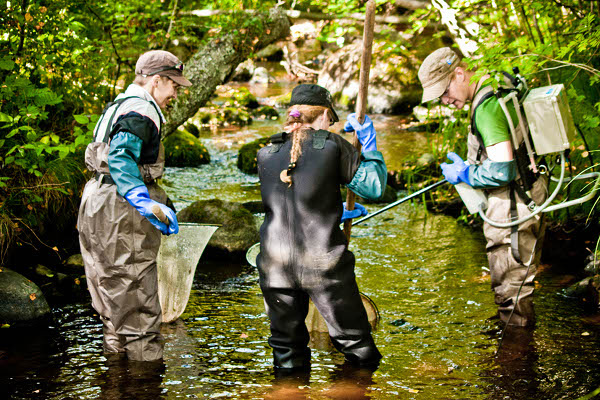
River restorations

El Fondo Mediambiental financia proyectos de rehabilitación de ríos y restauración de ecosistemas fluviales, para combatir los efectos negativos que la producción de la energía hidroeléctrica genera en ocasiones. La Red de EKOenergía tomó el relevo de este fondo -ya existente- de la antigua eco-etiqueta finlandesa, dirigido por FANC. Desde 2009, el Fondo Medioambiental ha donado un total de 564.000€ a diversos proyectos: uno de los destinatarios ha sido el río Murronjoki, en Finlandia, donde EKOenergía ha destinado 50.000€ para recuperar y mejorar el ecosistema y las condiciones de las truchas afectadas.

## En otros estándares

### LEED
Las versiones europeas del Estándar LEED para edificaciones verdes, recomiendan explícitamente el uso de electricidad eco-etiquetada por EKOenergía. Aquellos edificios interesados en obtener la certificación LEED, pueden obtener puntos (o créditos) extra si su edificio consume EKOenergía. El texto en “LEED 2009 BD+C Guía de referencia suplementaria con patrones alternativos de cumplimiento" otorga a EKOenergía el mismo estatus que Green-e ostenta en Estados Unidos.
En su guía se puede leer: "La certificación de EKOenergía representa la mejor opción europea disponible para el consumo de electricidad sostenible y adicional en toda Europa. EKOenergía certifica energía renovable que va más allá de las regulaciones europeas y nacionales."

### Protocolo de Gases de Efecto Invernadero
El Protocolo de Gases de Efecto Invernadero es un estándar mundial para contabilizar y reportar las emisiones de carbono. Es el resultado de un trabajo en común entre el World Resources Institute (Instituto Mundial de Recursos) y el World Business Council for Sustainable Development (Concilio Mundial Empresarial para el Desarrollo Sostenible o WBCSD). En enero de 2015, la Secretaría de Protocolo de Gases de Efecto Invernadero ublicó una Guía sobre Cómo contabilizar las emisiones de carbono procedentes de la compra de electricidad. En ´terminología de impacto ambiental´, estas emisiones son conocidas como emisiones de alcance 2. De ahí el nombre de la misma: Guía de Alcance 2.
La Guía, que hace varias referencias a EKOenergía, anima a las empresas -en el Capítulo 11- a dar un paso adelante en relación con el Fondo Climático de EKOenergía.

### CDP
CDP trabaja con 3.000 de las mayores corporaciones en todo el mundo, ayudandoles a calcular sus emisiones de carbono así como a desarrollar eficaces estrategias para reducirlas.  En las páginas 15 y 16 de sus notas técnicas de contabilidad de las Emisiones de alcance 2 (es decir, las emisiones relacionadas con la producción de electricidad adquirida), CDP explica cómo las empresas pueden hacer más."Las eco-etiquetas son una fórmula para las empresas que les permite ir más allá con sus compras de electricidad, hacer más. Ekoenergía, mencionada en la guía de Alcance 2 del Protocolo de Gases de Efecto Invernadero, es una de las opciones: es una seña de calidad, a la cabeza de los certificados de rastreo. La electricidad vendida como EKOenergía cumple estrictos criterios medioambientales al tiempo que recauda fondos para nuevos proyectos de energías renovables. Compromiso, transparencia, y 'hechos y no palabras' son algunos de los importantes principios de su trabajo."